# Impasse Perdrier
L'impasse Perdrier est une ancienne voie des entrepôts de Bercy, dans le  12e arrondissement de Paris, en France.

## Situation
Cette voie des entrepôts de Bercy débutait cour Gilles et se terminait en impasse.

## Origine du nom
Cette rue fait référence au nom d'un propriétaire.

## Historique
Cette voie a été ouverte en 1878.
Elle disparait vers 1993 lors de la démolition des entrepôts de Bercy dans le cadre de l'aménagement de la ZAC de Bercy.
Son emplacement est désormais occupé par l'AccorHotels Arena.